# Marcel Vanco
Marcel Vanco (Marsiglia, 19 marzo 1895 – Croix, 10 luglio 1987) è stato un calciatore francese, di ruolo difensore.

## Carriera

### Nazionale
Ha collezionato 8 presenze con la propria nazionale.

## Palmarès

### Club

#### Competizioni nazionali
- Coppa di Francia: 1

CA Parigi: 1919-1920